# Héctor María Artola
Héctor María Artola (30 de abril de 1903, San José de Mayo - 18 de julio de 1982, Buenos Aires, Argentina) fue un director de orquesta, pianista, arreglador, bandoneonista y compositor uruguayo considerado una importante figura del tango. 

## Primeros años
A los diez años comenzó a estudiar canto y piano con la profesora Julieta Fichio, y en 1918 ya era organista. Por su cuenta estudiaba bandoneón en un instrumento de medio teclado y actuaba en casamientos y funerales. Por estos años tomó clases con la compañía de Operetas Montefusco a cargo de Otelo Marazzi durante un año y medio. También integró una pequeña orquesta con Manuel García Servetto y otros amigos. 
En 1921 para seguir estudios de abogacía Artola se mudó a Montevideo, pero allí toma contacto con músicos de tango en los ambientes que frecuentaban y decide dejar los estudios para dedicarse a la música. Al poco tiempo integró un terceto en el que tocaba el bandoneón, con Juan Bauer (Firpito), a quien había conocido el año anterior, al piano, Roberto Zerrillo con violín y Artola (bandoneón) a los que a veces se agregaba el baterista Lambertucci. 
En marzo de 1925 Artola debutó en la orquesta de Carlos Warren en el cine “Capitol” sin abandonar el trío, que en octubre tocó por la radio El Día. Más adelante Artola integró paralelamente dos orquestas: una, la del Café “Avenida” con Luis Rolero (piano), Arturo Vetón y Juan Roquetti (violines), Artola y José María Mendizábal (bandoneones), Luis D’Andrea (trombón), Joaquín Barreiro (batería) y S. Rancel (saxo) y la otra con Juan Spera y José Turiello (bandoneones), Rolero (piano), Roberto Luratti, Roberto Zerrillo (violines) Capotillo (contrabajo).
A mediados de 1927 Artola y Zerrillo actuaron en el teatro acompañando a Iris Marga, que cantaba A media luz.

## Viaje a Europa
Por intermedio de Agesilao Ferrazzano le ofrecieron un contrato para viajar rápidamente a Europa pues Eduardo Bianco precisaba un bandoneón para la orquesta Bianco-Bachicha. Aceptó y al día siguiente se embarcó llegando a Francia el 24 de diciembre de 1927. Actuó con dicha orquesta en cabarets como: “Apolo”, “Florida” y “Ambassadeurs”. 
En 1928 viajaron a Barcelona, donde cumplieron una larga temporada. Al separarse los directores Artola se quedó con Eduardo Bianco y luego de un tiempo se alejó y se unió al conjunto Irusta—Fugazot-Demare que se formó así con los dos cantores, Irusta y Fugazot, los dos bandoneones, Artola y Pedro Polito y Demare al piano, consiguiendo gran aceptación. Más adelante se desvinculó del conjunto y se dedicó al estudio de armonía y contrapunto con maestros españoles. Actuó en la orquesta española "Los Galíndez" y en 1930 volvió a París ingresando a la orquesta de Juan Bautista Deambroggio "Bachicha", junto a Alfredo y Ricardo Malerba presentándose en el cabaret "Montparnasse". En 1931 hicieron una gira por varias ciudades de Alemania y al llegar a Hamburgo se separó del conjunto para unirse al numeroso elenco de "Los ases argentinos del tango", donde cantaba Francisco Fiorentino.
Se separó de ese conjunto y regresó en 1932 a Buenos Aires, donde acompañó hasta 1937 a Libertad Lamarque junto a Alfredo Malerba y Antonio Rodio. Cuando Artola y Rodio dejaron ese acompañamiento crearon el conjunto "Los poetas del tango" junto a Miguel Nijensohn (piano), Miguel Bonano (bandoneón) y el cantor Francisco Fiorentino pero a poco pasó a la orquesta de Francisco Canaro en reemplazo de Federico Scorticatti.
En 1938 actuó en París con la orquesta de Rafael Canaro y en 1940 a raíz de la guerra retornó a Buenos Aires, donde se unió a la orquesta de Roberto Maida que actuaba en el cabaret "Ocean" con arreglos de Argentino Galván e integrada por Héctor Stamponi, Emilio Barbato, Antonio Ríos, Julio Ahumada, Tití Rossi, Enrique Francini, entre otros. Posteriormente Artola pasó a la orquesta estable de Radio El Mundo, en tanto continuaba sus estudios de música y hacía trabajos de orquestación para diversos conjuntos e instrumentaciones para acompañamiento de intérpretes vocales.
Entre marzo de 1941 y fines del verano de 1942 integró la orquesta de Osvaldo Fresedo ocupando el lugar vacante por la muerte de Luis Petrucelli. En 1949 es designado director orquestal en Radio El Mundo y de Radio Belgrano en tanto continuaba sus labores de arreglista, en especial para Oscar Alonso, por quien siempre sintió predilección.
En 1967 se retiró de la actividad musical y el 8 de noviembre de 1968 se estrenó en la Iglesia parroquial de San Juan Bosco, "Como el incienso", primera composición para iglesia en género tanguístico, con música de Artola y versos de Roque de Paola.
A fines de la década del 70, Artola se radica en su ciudad natal pero, gravemente enfermo, es trasladado a Buenos Aires, donde falleció el 18 de julio de 1982. Posteriormente sus restos fueron repatriados al cementerio de San José.

## Composiciones de su autoría
- Con Carlos Bahr
- Desconsuelo
- Marcas
- Tango y copas
- Equipaje
- Con Alfredo Navarrine
- Falsedad
- Serenidad
- Con Homero Manzi
- En un rincón

## Filmografía
Fue autor de la banda musical de:
- Porteña de corazón (1948)
- El tango en París (1956)

## Valoración
Dice Gobello que para el historiador Luis Adolfo Sierra “a Argentino Galván y a Héctor Artola corresponde la sistematización del arreglo en el tango; Galván y Artola fueron los dos grandes creadores que llevaron al atril al tango instrumental”